# Mekiro
Mekiro est un îlot des îles Gambier en Polynésie française situé à côté de l'île d'Akamaru. Au sommet de celui-ci, se trouve une croix métallique et quelques chèvres sauvages y vivent. 

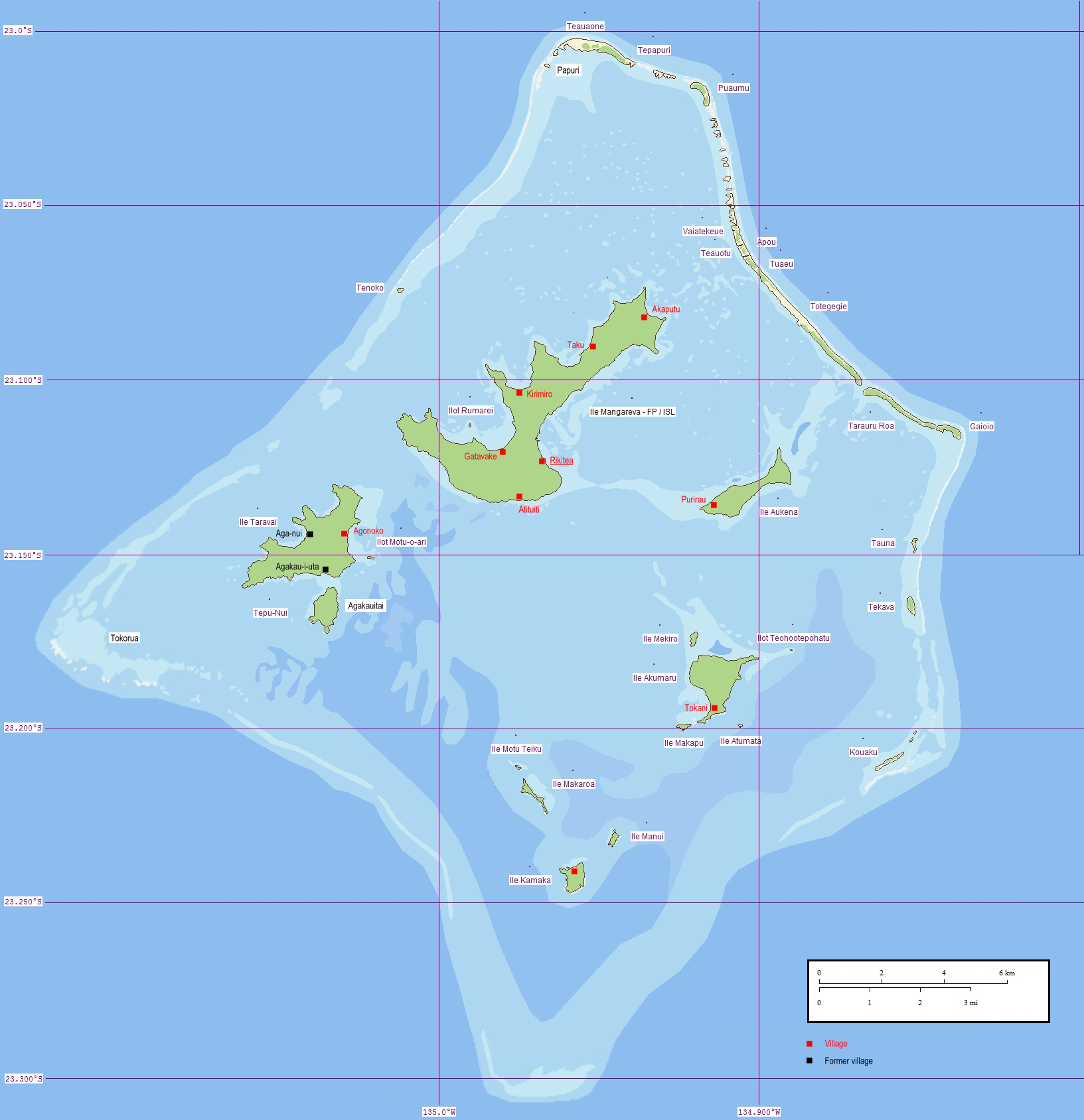
Archipel des Gambier